# Melchior Ndadaye
Melchior Ndadaye, född den 28 mars 1953, död 21 oktober 1993, var en burundisk politiker, som blev mördad under tiden som president i landet.

## Biografi
Ndadaye valdes till president vid demokratiska val år 1993, där han med 65,68% av rösterna besegrade den sittande presidenten Pierre Buyoya. Han var av etniciteten hutu och kidnappades och mördades av tutsi-rebeller i ett kuppförsök. Mordet på honom blev inledningen på inbördeskriget i Burundi.

## Utmärkelser
Ndadaye erhöll Gaddafipriset för mänskliga rättigheter 1997 (postumt).